# Arbaleta lui Leonardo da Vinci

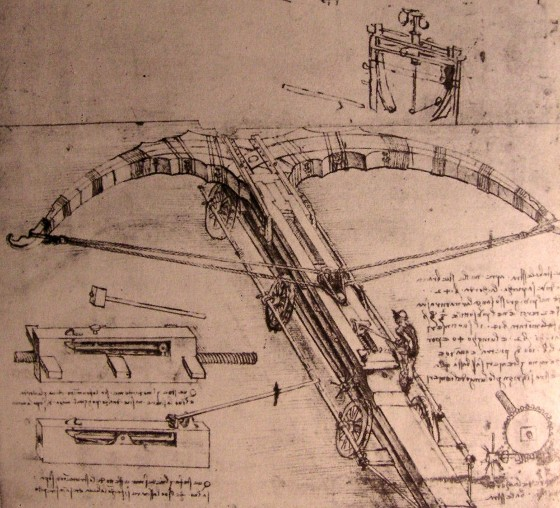
Desenul original al arbaletei gigantice.

Arbaleta lui Leonardo este un model de arbaletă proiectată de Leonardo da Vinci, ale cărei scheme au fost găsite în Codex Atlanticus (1478 - 1519). Deși nu a fost construită niciodată de cel care a proiectat-o, o machetă la scara 1:1 a fost creată după planuri sale pentru seria de documentare Doing DaVinci difuzată pe Discovery Channel în 2010. Arbaleta uriașă are afetul montat pe trei perechi de roți înclinate și arcul gigantic de nu mai puțin de 24 m.